# Хуанін
24°11′30″ пн. ш. 102°55′42″ сх. д. / 24.19158° пн. ш. 102.92846° сх. д.
Хуанін (кит. 华宁县, пін. Huáníng Xiàn) — один із повітів КНР у складі префектури Юйсі, провінція Юньнань. Адміністративний центр — містечко Нінчжоу.

## Географія
Хуанін розташовується у межах Юньнань-Гуйчжоуського плато, лежить на сході префектури у верхній течії річки Наньпан. На північному заході виходить до озера Фусянь.

### Клімат
Повіт знаходиться у зоні, котра характеризується океанічним кліматом субтропічних нагір'їв. Найтепліший місяць — червень із середньою температурою 21,6 °C. Найхолодніший місяць — грудень, із середньою температурою 9,2 °С.
| Клімат повіту Хуанін    | Клімат повіту Хуанін | Клімат повіту Хуанін | Клімат повіту Хуанін | Клімат повіту Хуанін | Клімат повіту Хуанін | Клімат повіту Хуанін | Клімат повіту Хуанін | Клімат повіту Хуанін | Клімат повіту Хуанін | Клімат повіту Хуанін | Клімат повіту Хуанін | Клімат повіту Хуанін | Клімат повіту Хуанін |
| Показник                | Січ.                 | Лют.                 | Бер.                 | Квіт.                | Трав.                | Черв.                | Лип.                 | Серп.                | Вер.                 | Жовт.                | Лист.                | Груд.                | Рік                  |
| Середній максимум, °C   | 17,8                 | 20                   | 23,3                 | 26,2                 | 26,6                 | 26,5                 | 26,1                 | 26,2                 | 24,9                 | 22,4                 | 19,7                 | 17,2                 | 23,1                 |
| Середня температура, °C | 9,2                  | 11,1                 | 14,5                 | 18,1                 | 20,6                 | 21,6                 | 21,3                 | 20,9                 | 19,4                 | 17                   | 12,8                 | 9,3                  | 16,3                 |
| Середній мінімум, °C    | 2,8                  | 3,9                  | 7                    | 11,1                 | 15,6                 | 18                   | 18,1                 | 17,4                 | 15,8                 | 13,4                 | 8                    | 3,8                  | 11,2                 |
| Норма опадів, мм        | 15.5                 | 18.8                 | 20.9                 | 37.8                 | 86                   | 167.4                | 186                  | 154.8                | 89.1                 | 68.6                 | 39.5                 | 13.8                 | 898.2                |
| Вологість повітря, %    | 73                   | 67                   | 63                   | 62                   | 68                   | 77                   | 82                   | 82                   | 79                   | 80                   | 79                   | 77                   | 74.1                 |
| ----------------------- | -------------------- | -------------------- | -------------------- | -------------------- | -------------------- | -------------------- | -------------------- | -------------------- | -------------------- | -------------------- | -------------------- | -------------------- | -------------------- |
| Джерело: data.cma.cn    |                      |                      |                      |                      |                      |                      |                      |                      |                      |                      |                      |                      |                      |